# Leif Erickson
William Wycliffe Anderson (Alameda, California, 27 de octubre de 1911-Pensacola, condado de Escambia, Florida, 29 de enero de 1986), más conocido como Leif Erickson, fue un actor estadounidense.

## Carrera
Nació en Alameda, California, Estados Unidos. Antes de ser actor, Erickson trabajó en una banda cantando y tocando el trombón. Empezó su carrera de actor en 1933, en la película The Sweetheart of Sigma Chi, a la que siguió el cortometraje Air Tonic. En 1935, coprotagoniza su primer western junto a Buster Crabbe, al que siguieron Drift Fence y Desert Gold. En 1937, acompaña a Bing Crosby en el musical Waikiki Wedding y a Greta Garbo en Conquest, y en 1938 filma otro western, Ride a Crooked Mile. En los 40 continúa actuando en películas como Nothing But the Truth, con Bob Hope, y The Blonde from Singapore (1941).[cita requerida]
En 1942 aparece en la película bélica Eagle Squadron, con Robert Stack, y con Bela Lugosi en Night Monster. Posteriormente, tiene un pequeño papel en The Gangster 1947 y en Sorry, Wrong Number, protagonizada por Burt Lancaster y Barbara Stanwyck. En los 50 vuelve a trabajar en westerns como: The Showdown 1950. Interpreta a un Marshal, en el western de Gary Cooper Dallas. Acompaña a Audie Murphy en The Cimarron Kid 1952 y actúa en el clásico de Glenn Ford, The Fastest Gun Alive de 1956. Como actor invitado pasó por las series The Rifleman, Rawhide, Wagon Train, Bonanza, The Virginian, Branded, Daniel Boone, Gunsmoke, The Mod Squad, Sexto Sentido, Night Gallery, The Streets of San Francisco, Mannix, The Magician, Ironside, Cannon, Rockford y La Isla de la Fantasía.

## The High Chaparral
En 1967, es convocado para interpretar el papel de John Cannon en la serie The High Chaparral (El Gran Chaparral), donde un ganadero  debía enfrentarse a los apaches. Se emitieron 97 episodios entre 1967-1971.
Elenco de la serie:
Leif Erickson es John Cannon,
Cameron Mitchell es Buck Cannon,
Henry Darrow es Manolito Montoya,
Linda Cristal es Victoria,
Mark Slade es Blue Cannon,
Don Collier es Sam.